# Oliarus runingensis
Oliarus runingensis är en insektsart som beskrevs av Synave 1962. Oliarus runingensis ingår i släktet Oliarus och familjen kilstritar. Inga underarter finns listade i Catalogue of Life.